# 380. pr. n. št.
380. pr. n. št. je drugo desetletje v 4. stoletju pr. n. št. med letoma 389 pr. n. št. in 380 pr. n. št.. 